# Taradajka

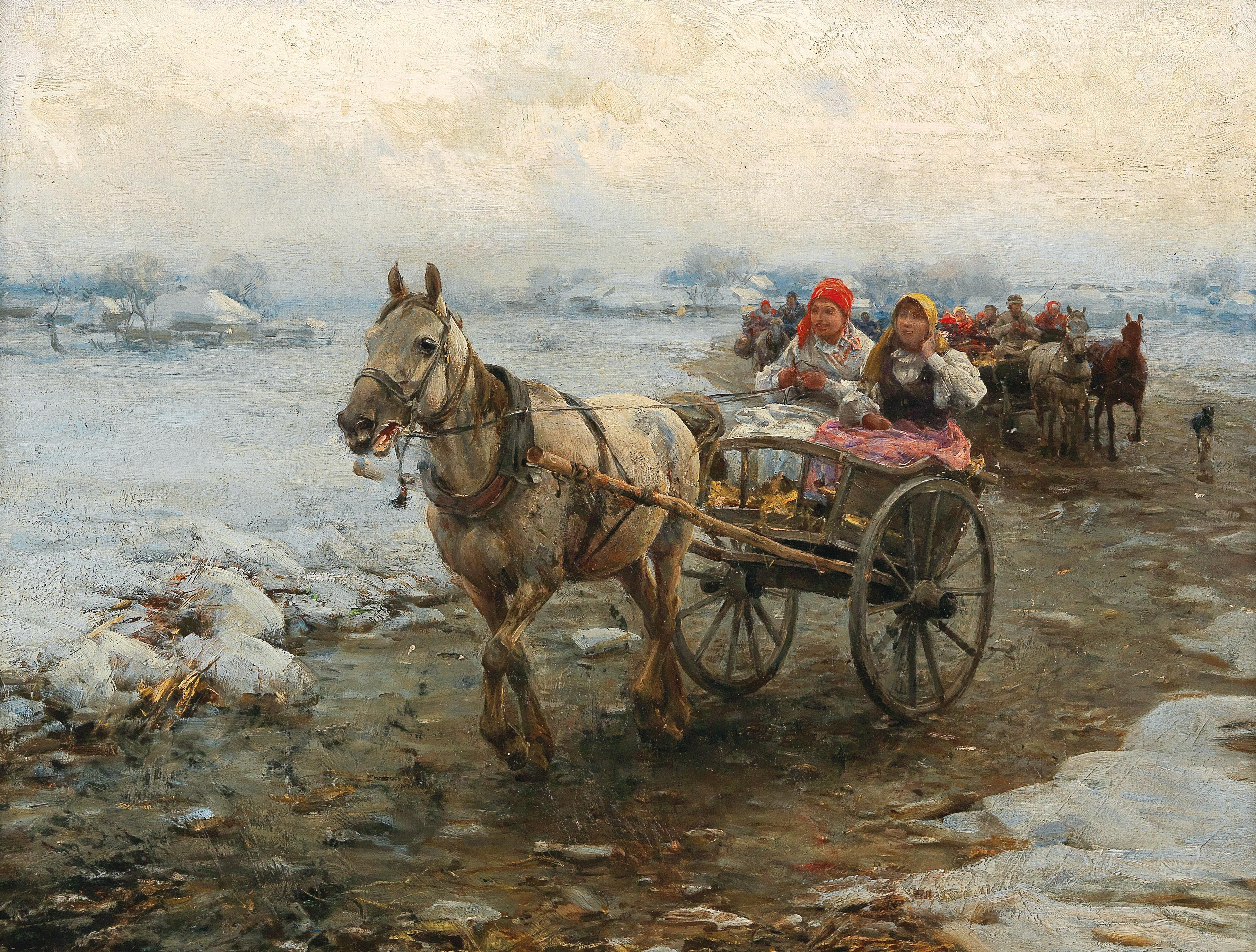
Powożenie taradajką (obraz A. Wierusza-Kowalskiego)

Taradajka (taradejka, taratajka) (od ukr. тарадайка, ros. таратайка) – lekka, odkryta, nieresorowana bryczka, na ogół dwukołowa, powożona najczęściej w zaprzęgu jednokonnym, używana na ziemiach polskich w XVIII wieku.
Była niewielkim pojazdem o prostej konstrukcji, który Gloger uważa za rodzaj zwykłej małej bryczki lub kolaski, jaka pojawiła się w Polsce w XVIII wieku. Później używana często jako podręczny wózek czterokołowy, w zaprzęgu dwukonnym. 